# Банановая мука

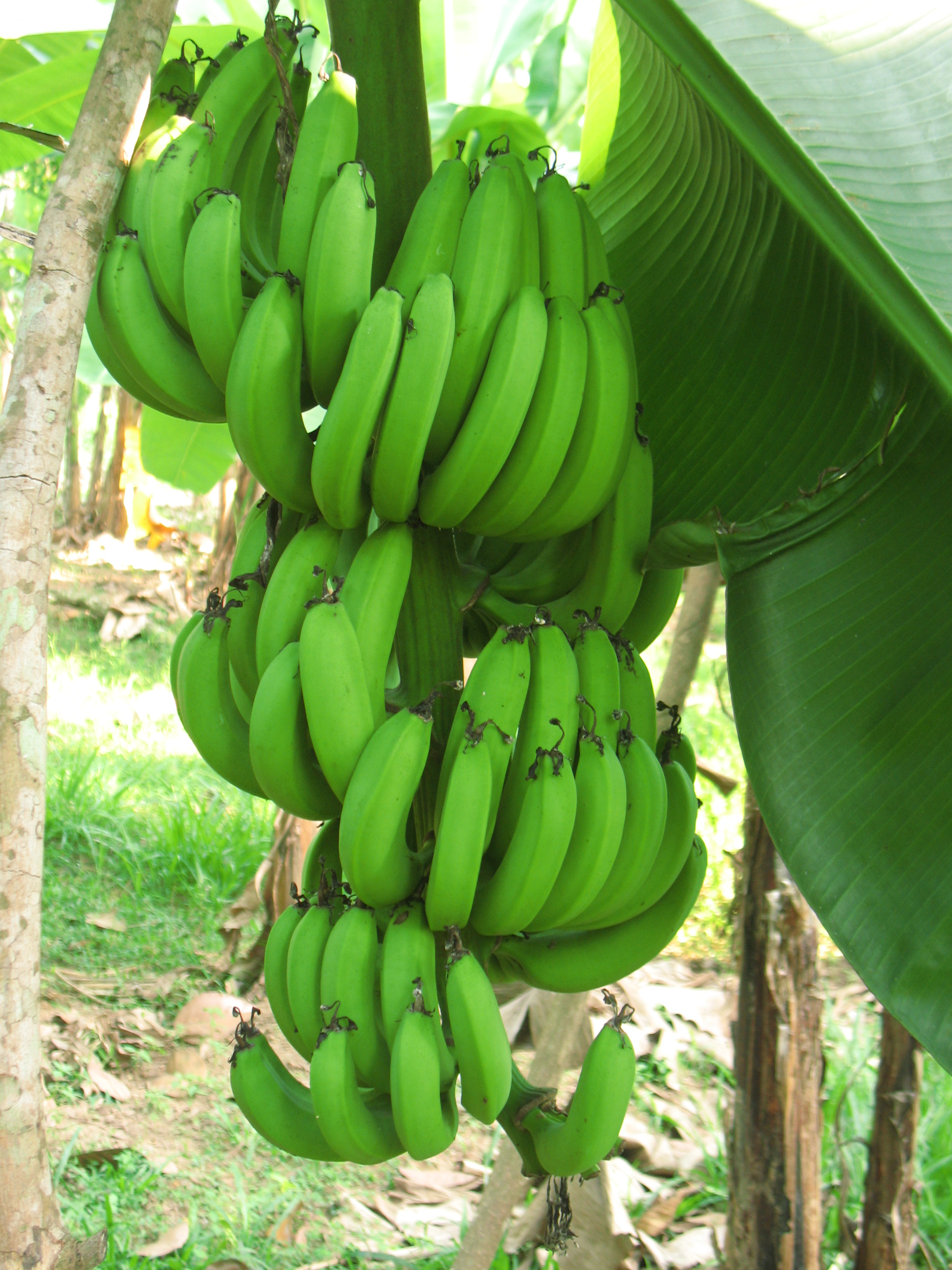
Зелёные бананы — сырьё для производства банановой муки

Банановая мука — порошок, традиционно изготавливаемый из зелёных бананов. Исторически банановая мука использовалась в Африке и на Ямайке как более дешёвая альтернатива пшеничной муке. Ныне часто используется как безглютеновая замена сортам пшеничной муки или как источник резистентного крахмала, поддерживаемого некоторыми диетическими направлениями, такими как палеодиеты и некоторыми недавними диетологическими исследованиями. Банановая мука из-за использования зелёных бананов в сыром виде имеет очень мягкий банановый вкус, а в готовом виде имеет земляной, небанановый вкус; она также имеет текстуру, походящую на лёгкие сорта пшеничной муки, и занимает на 25 % меньший объём, из-за чего становится хорошей заменой белой и белой цельнозерновой муке.

## Способы производства
Банановая мука обычно изготавливается из зелёных бананов, которые очищают от кожуры, режут, сушат, а затем измельчают. Этот процесс может производиться вручную традиционным образом: бананы сушатся на солнце, в печи или в домашнем сушильном аппарате для еды, а затем измельчаются ступкой и пестиком или механической дробилкой. Для получения 1 кг банановой муки требуется 8—10 кг сырых зелёных бананов. В последние годы в Африке и Южной Америке началось крупномасштабное коммерческое производство с применением такой же простой технологии.
В Чили разрабатывался альтернативный метод производства банановой муки, использующий отходы производства спелых бананов. Чилийские учёные разработали процесс, использующий кожуру перезрелых бананов, которая добавляется для восполнения нехватки пищевых волокон к спелым бананам, которые не обладают таким же содержанием резистентного крахмала, как зелёные бананы. Хотя результату этого метода не хватает резистентного крахмала, он явно превосходит банановый порошок. Банановый порошок производится из высушенного и измельчённого пюре из спелых бананов, и не имеет ни волокон, содержащихся в муке с использованием банановой кожуры, ни резистентного крахмала муки из зелёных бананов.

## Применение

### Историческое применение
Традиционно банановая мука производилась как альтернатива дорогостоящей пшеничной муке в разных частях Африки и Ямайки. Ещё в 1900 году банановая мука продавалась в Центральной Америке под торговой маркой Musarina, и позиционировалась как продукт, полезный для людей с расстройствами и болями желудка. Во время Первой мировой войны Министерство сельского хозяйства США рассматривало планы по производству банановой муки в качестве замены пшеничной и ржаной муке.

### Безглютеновая альтернатива
Банановая мука импортировалась или производилась американскими и австралийскими компаниями International Agriculture Group и Natural Evolution. Эти виды банановой муки продаются как безглютеновая альтернатива сортам муки из пшеницы для людей, страдающих от целиакии, и для тех, кто выбирает безглютеновую диету. Они также продаются как загустители с простым и понятным составом (clean-label) и как естественный источник резистентного крахмала. Из-за высокого содержания крахмала банановая мука имеет превосходные характеристики для готовки и выпечки, что позволяет ей заменять пшеничную и другие виды муки. Однако, даже добавление банановой муки в варёные продукты, такие как паста, в существенной степени увеличивает общее содержание резистентного крахмала.

### Резистентный крахмал
Банановая мука (из зелёных бананов) привлекла внимание диетологических исследователей и составителей диет как превосходный и полезный источник резистентного крахмала. Резистентным крахмалом обозначается крахмал, который не переваривается — он не расщепляется в тонкой кишке, но достигает толстой кишки, где действует как поддающееся ферментации пищевое волокно. Банановая мука может иметь высокое (>60 %) или низкое (<10 %) содержание резистентного крахмала в зависимости от процесса высушивания используемого ингредиента. Банановая мука часто используется в сыром виде, например, как ингредиент для смузи или питательных батончиков, потому что приготовление может снизить содержание резистентного крахмала.

### Корм для животных и производство клея
Банановая мука используется в качестве корма для животных в разных частях света. В частности, она используется как ингредиент в заменителях молока для телят. Dynasty Banana Flour Manufacturing and Trading на Филиппинах и Taj Agro Products в Индии экспортируют банановую муку по всему миру для использования в кормлении домашнего скота (где она действует как коагулянт) и для использования в производстве клея, прежде всего клея для фанеры.

## Доступность
Банановая мука традиционно доступна в Африке и Южной Америке, как произведённая в традиционном хозяйстве, так и коммерческого производства. Она была представлена остальному миру как коммерческий ингредиент такими компаниями как International Agriculture Group (базируется в США) и Natural Evolution (базируется в Австралии).

## Экологические и экономические преимущества
Как исследователями, так и чиновниками в разных странах производство банановой муки предлагалось как решение проблемы высокой доли отходов в урожае бананов. Многие незрелые зелёные бананы отбраковываются и выбрасываются как непригодные для продажи или экспорта. Однако, эти отбракованные зелёные бананы подходят для производства банановой муки, и их использование в этом назначении значительно сократило бы отходы производства бананов. Таким образом производители бананов смогут получать больший доход со своих урожаев, их влияние на окружающую среду уменьшится, а мировое производство еды увеличится, так как ранее выбрасывавшийся продукт питания теперь будет использоваться. Чилийские власти запустили производство банановой муки из мякоти и кожуры перезрелых бананов. Так отходы сокращаются за счёт использования бананов, которые выбрасывались, так как остались непроданными или случайно перезрели, что может случаться с 20 % поступивших на рынок бананов. Таким образом, банановая мука может сократить отходы на обоих концах процесса производства бананов.

## Производственные опасения
Производство бананов в течение долгого времени ассоциировалось с эксплуатацией нищенствующих рабочих в странах третьего мира. Производство банановой муки по своей природе также тесно связано с этими опасениями, так как потребителей волнует, бананы какого происхождения используются в покупаемой ими муке. Однако многие крупные производители бананов недавно приняли практики справедливой торговли, применение которых показало увеличение благосостояния рабочих.